# Sikorsky S-64

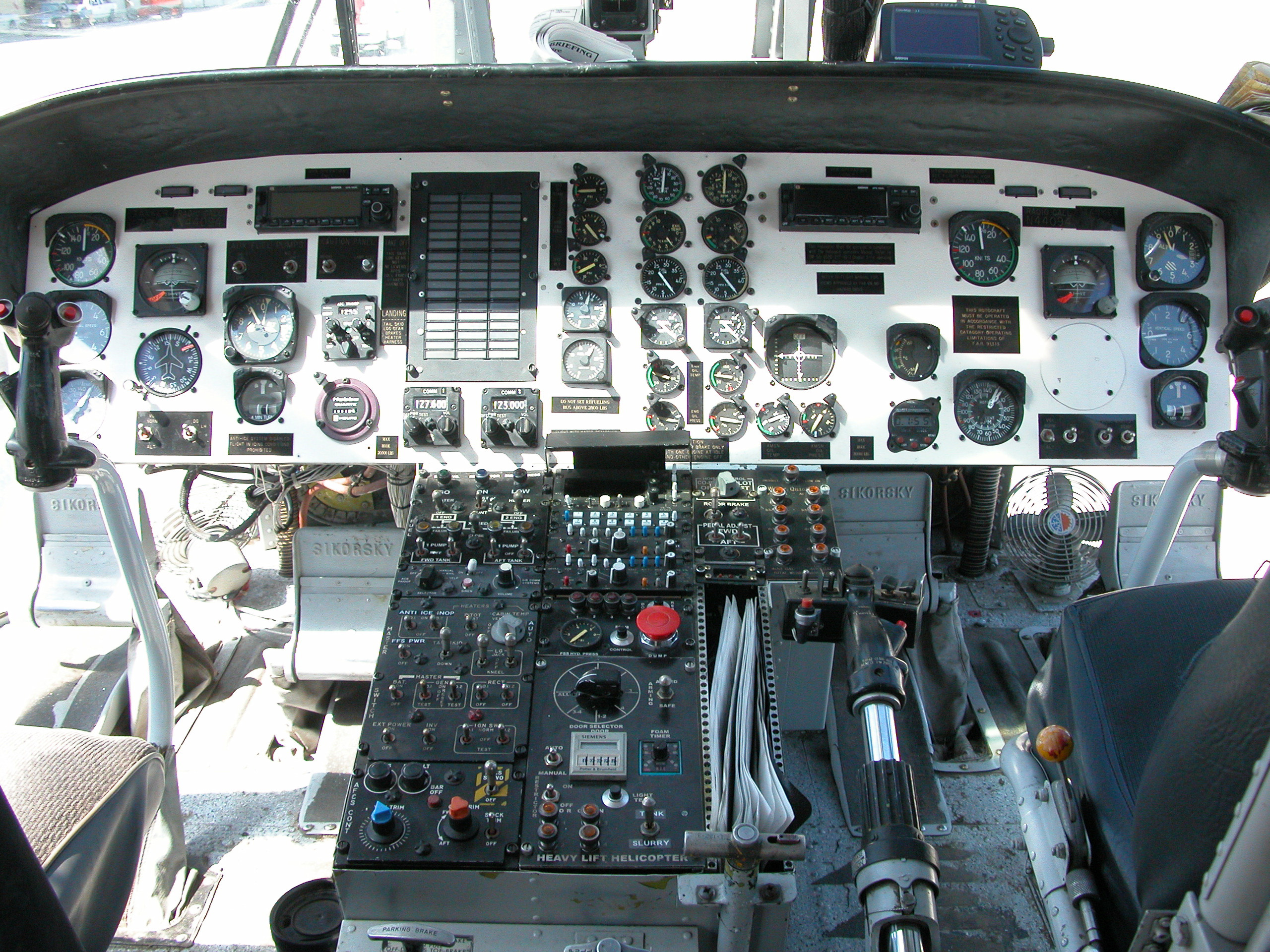
Cockpit di un CH-54A impiegato dalla Heavylift.

S-64F del Corpo Forestale dello Stato in mostra al salone HAI HeliExpo del 2005.

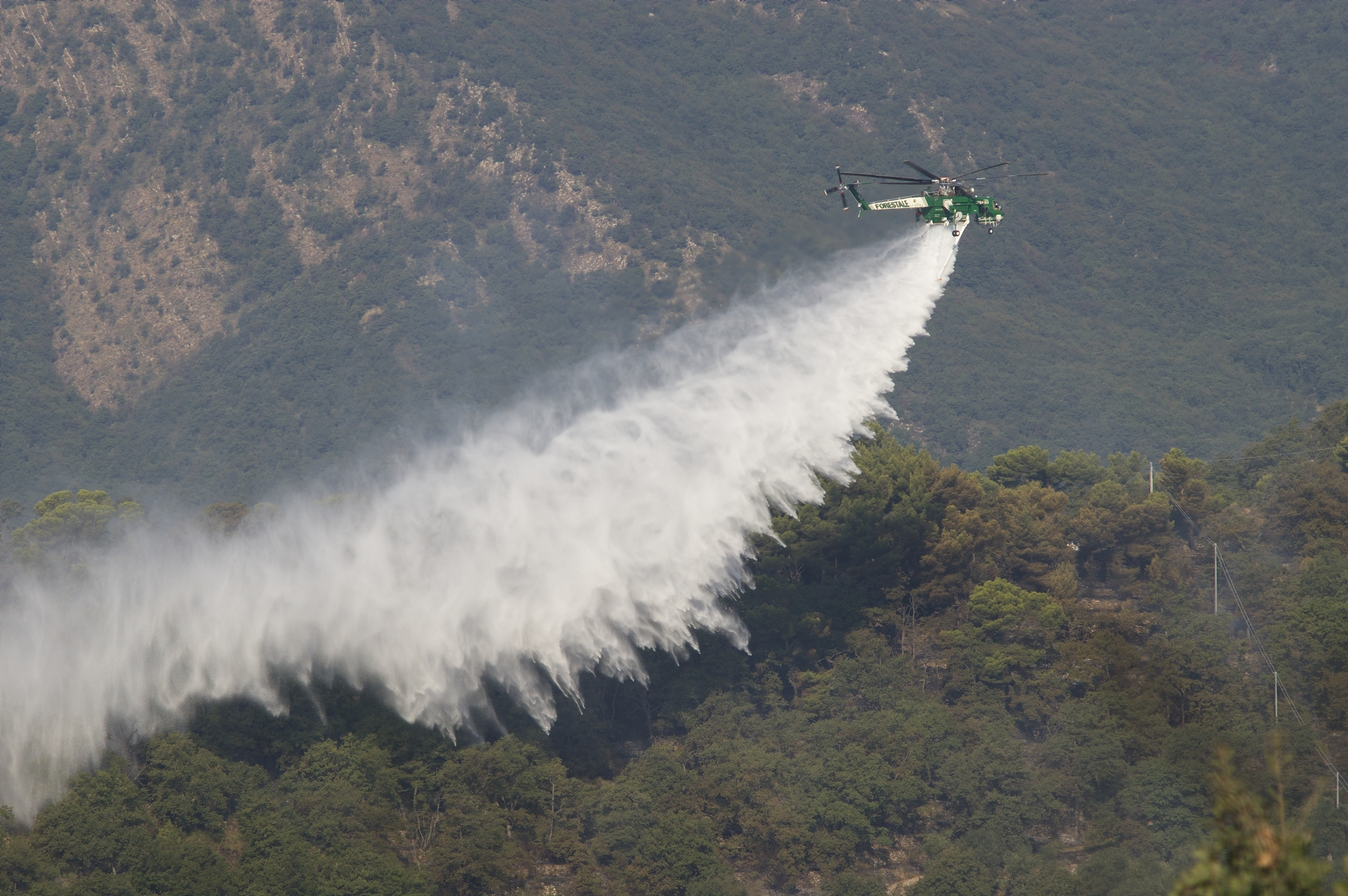
S-64F del Corpo Forestale dello Stato in una missione antincendio.

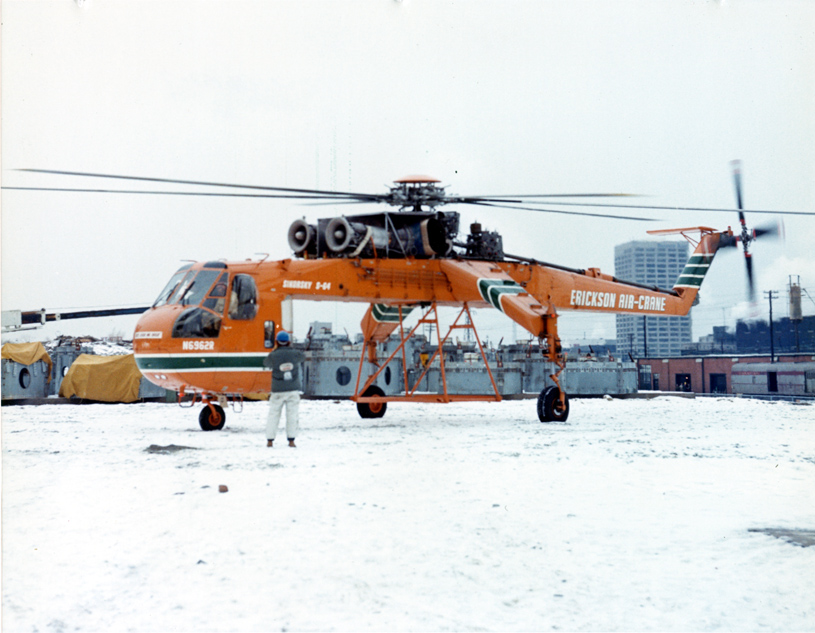
Una gru volante Erickson S-64.

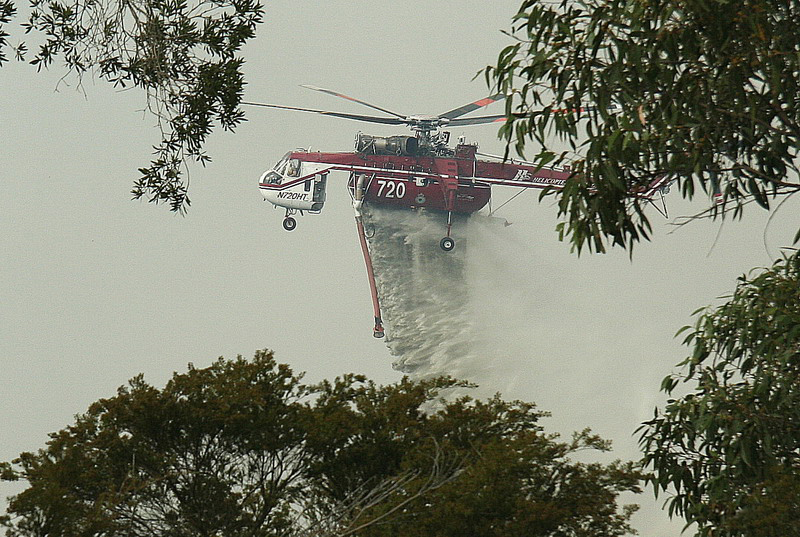
"Shania" (N720HT) mentre scarica acqua sul monte Kuring-gai vicino a Sydney nell'aprile del 2007

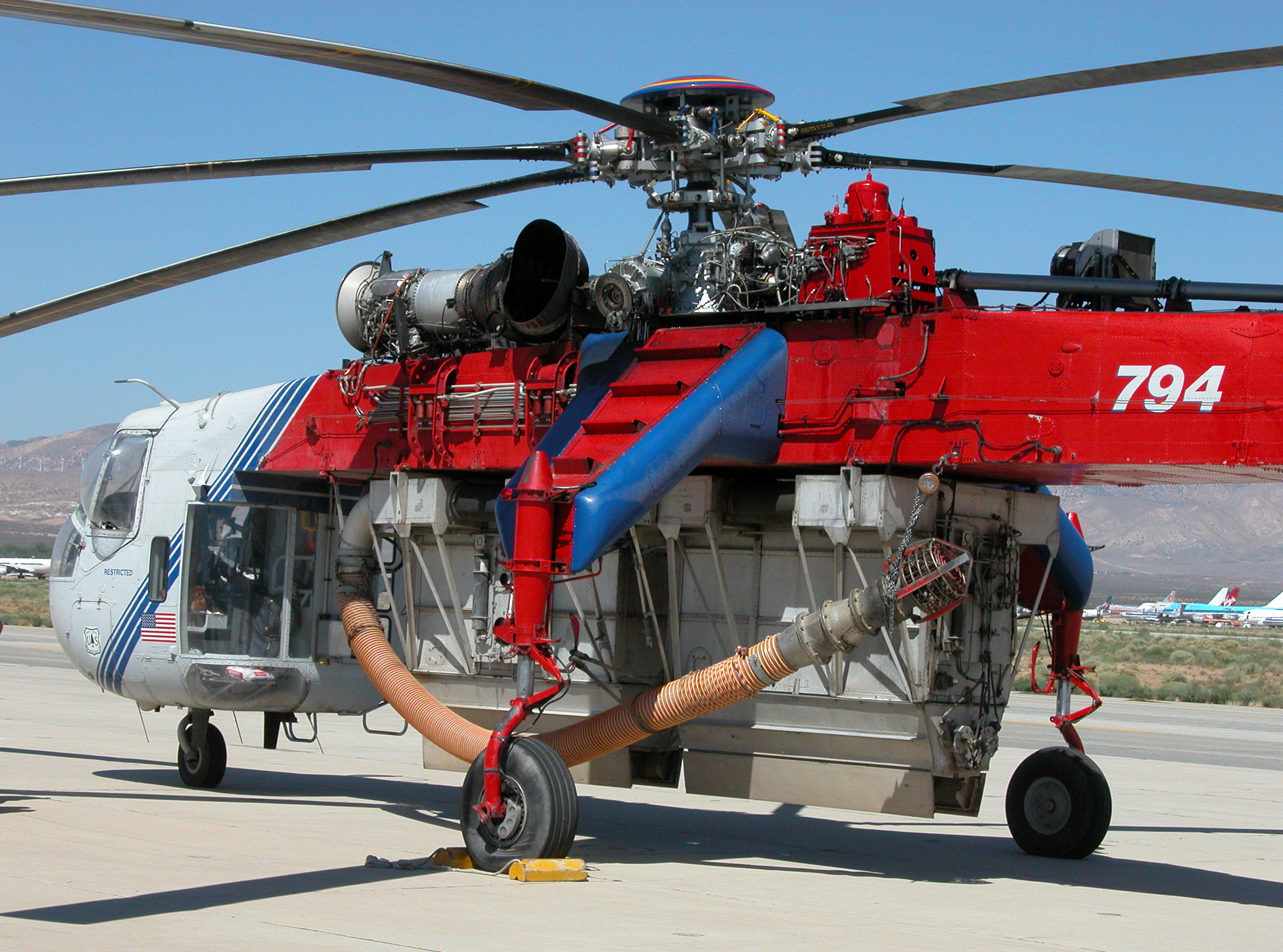
S-64 dalla Heavylift utilizzato per la lotta antincendio

Il Sikorsky S-64 Skycrane (dall'inglese "gru volante"), ora Erickson Air Crane S-64, è un elicottero biturbina pesante per il lavoro aereo con rotore a sei pale, progettato dalla Sikorsky negli Stati Uniti d'America all'inizio degli anni sessanta per le esigenze della United States Army. La versione impiegata dall'esercito americano è nota come CH-54 Tarhe e deriva il suo nome da Tarhe, un capo indiano del XVII secolo della tribù dei Wyandot, il cui soprannome era "la gru". Attualmente è prodotto dalla Erickson Air-Crane.

Quest'elicottero è adatto al sollevamento di carichi molto pesanti e per il trasporto di container di vario tipo, il che lo rende un mezzo molto versatile, dal trasporto industriale, soccorso civile e forestale all'uso militare.

## La storia
Il Sikorksy S-64 fu progettato come versione maggiorata della "gru volante" Sikorsky S-60. Venne scelta una configurazione con un rotore principale a sei pale e potenziata da due turboalberi JFTD-12A da 4 050 shp (3020 kW). Il prototipo di S-64 effettuò il primo volo il 9 maggio 1962 e fu seguito da due ulteriori esemplari prodotti per valutazione da parte delle forze armate tedesche. La Bundeswehr non confermò l'ordine, mentre la United States Army ordinò un lotto iniziale di 6 S-64A che designò CH-54A Tarhe. La Sikorsky produsse principalmente per il mercato militare interno, ma alcuni S-64A e S-64E furono realizzati in versione civile.

## La Erickson Air-Crane
In origine l'S-64 è stato un prodotto della Sikorsky, ma nel 1992 è subentrata la Erickson Air-Crane che ha comprato i diritti di produzione.
Da allora, la Erickson è diventata il costruttore e il principale operatore di S-64 e ha introdotto più di 1 350 varianti alla struttura, strumentazione e capacità di carico rispetto al progetto Sikorsky dell'elicottero. Sulla gru volante può essere installato un serbatoio da circa 8 031 litri (2650 gal) per acqua con possibilità d'inserire liquido ritardante e 290 litri di foam (schiumogeno) da utilizzare per la lotta aerea antincendio e in questa configurazione il modello ha riscosso notevole apprezzamento in questo ruolo.
L'S-64 è stato venduto al Corpo Forestale italiano (CFS) (sei modelli S-64F) e al servizio forestale sudcoreano per essere impiegato come elicottero antincendio e per le emergenze in generale. La Erickson cede in affitto i suoi elicotteri a organizzazioni, aziende e agenzie governative con contratti di noleggio a breve e lungo termine, per impieghi antincendio, di protezione civile, trasporti eccezionali di materiali da costruzione e per l'industria del legno.
La Erickson costruisce nuovi S-64 e nello stesso tempo aggiorna ed effettua la manutenzione ai CH-54 esistenti, di conseguenza le forze armate statunitensi potrebbero acquisire nuovamente queste gru volanti, aggiornate con nuovi motori, per soddisfare il nuovo requisito "20-ton Sea Basing" in corso di valutazione.
La casa americana ha avviato una tradizione secondo la quale ogni S-64 riceve un nome di battesimo dedicato. Il più noto di questi è "Elvis", assegnato a un elicottero impiegato nella lotta antincendio in Australia. Altri operatori hanno adottato l'idea, come per esempio i Siller Brothers, che hanno battezzato il loro S-64E, Andy's Pride (orgoglio di Andy). L'Erickson S-64E soprannominato "Olga" è stato utilizzato per l'installazione della sommità della CN Tower di Toronto in Canada. Gli S-64F del CFS hanno i seguenti nomi di battesimo "Geronimo" impiegato nel 2011 in Liguria, "Toro Seduto" impiegato nel 2011 in Sicilia, "Nuvola Rossa" impiegato nel 2011 in Campania e nel 2013 in Friuli e "Orso Bruno" impiegato nel 2011 in Sardegna, "Aquila Rossa" impiegato nel 2020 in Calabria, nel 2021 in Abruzzo ed è attualmente basato presso l'aeroporto di Preturo (AQ)  e "Cochise" impiegato nel 2021 in Toscana.

## Impiego in Italia

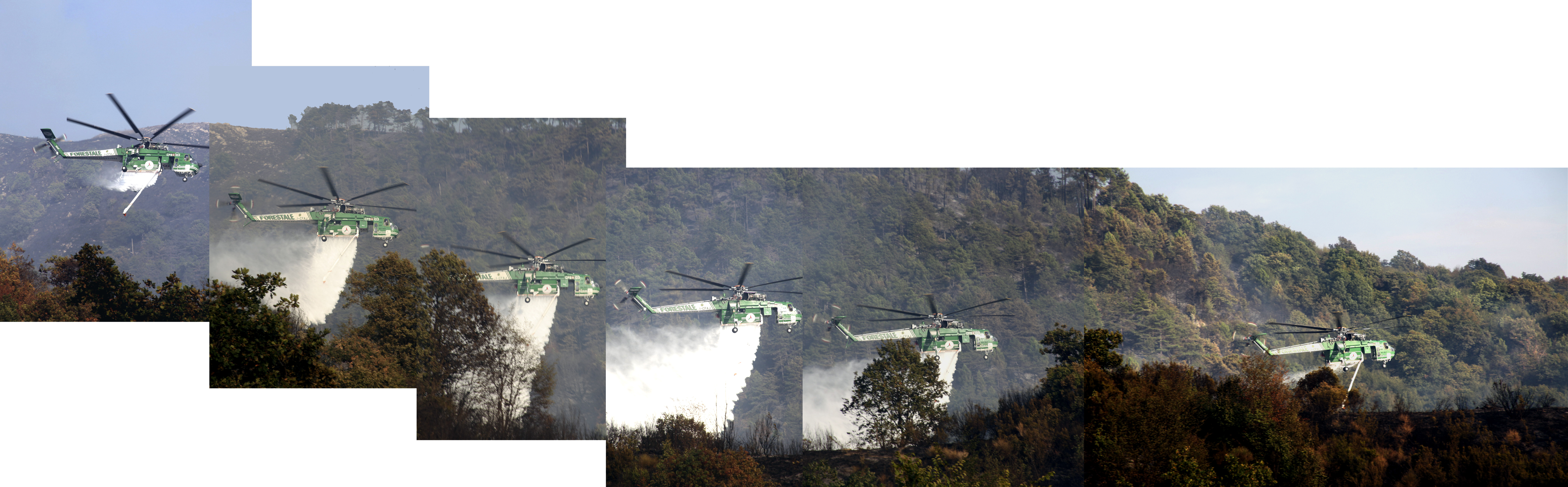
Sgancio del carico di un Erickson S-64F a Genova, durante gli incendi del settembre 2009

Il 26 aprile 2007 l' S-64F matricola I-SEAD soprannominato "Shirley Jean", affittato dalla Protezione Civile e con equipaggio italiano, fu costretto a un atterraggio di fortuna presso La Spezia durante una missione, danneggiandosi gravemente nell'impatto col terreno e alcuni alberi e rimanendo totalmente distrutto in un successivo incendio.
Attualmente il COAU (Centro Operativo Aereo Unificato) della protezione civile coordina i mezzi aerei antincendio del Corpo Nazionale dei Vigili del Fuoco, compresi gli S-64.
Il suddetto Corpo ne utilizza la versione F, che ha come impiego principale la lotta antincendio, e come missione secondaria la movimentazione di grandi carichi, visto che il mezzo possiede una capacità di sollevamento superiore a 4 000 kg fino a quote di 3 000 metri. Nel dicembre 2006, un S-64 del Corpo Forestale dello Stato, ha trasportato dal bosco del Gariglione, alla località di carico del trasporto eccezionale, presso San Nicola Silano, un gigantesco abete della lunghezza di oltre 34,5 metri e del peso di 95 quintali, utilizzato come albero di natale a piazza S. Pietro. I quattro Skycrane del Corpo Forestale dello Stato sono famosi per i nomi di ispirazione nativo americana, come "Geronimo", "Nuvola Rossa", "Orso Bruno" e  "Toro Seduto". A seguito dello scioglimento del Corpo Forestale dello stato, la flotta aerea antincendio è passata in gestione al Corpo Nazionale dei Vigili del Fuoco.
Il serbatoio antincendio ha 8 livelli differenziati di riempimento e di sgancio e può alimentare un cannone ad acqua. Il carico può essere lanciato durante un solo passaggio in tre secondi. La strisciata continua, le cui dimensioni variano in base alla velocità e all'altezza del lancio, copre una lunghezza di 500 m circa. Alternativamente il carico può essere lanciato in modo frazionato con quantitativi regolabili dal pilota. Tramite un cannone posizionato nella parte anteriore è possibile effettuare azioni molto precise e mirate.
Il riempimento avviene tramite un tubo flessibile (pond snorkel) di aspirazione con pompa, o tramite un secondo tubo fisso con pinna alla fine (sea snorkel) che carica sfruttando la velocità di traslazione dell'elicottero a 1 / 2 metri dal livello dell'acqua. I 9000/10000 litri di acqua dolce o salata del serbatoio possono essere caricati in 45 secondi in entrambi i modi e ha una autonomia di 2,15 ore in volo.
A marzo 2017 un Erickson Air-Crane del Corpo Forestale dello Stato ha recuperato a 2650 metri di quota sul Monte Nambino TN un elicottero AgustaWestland AW139 del Nucleo Elicotteri della provincia autonoma di Trento. AW139 recuperato era precipitato e aveva subito gravi danni durante il soccorso di uno scialpinista ferito da una valanga.

## Varianti

### Sikorsky
S-64
Prima denominazione, 3 esemplari costruiti.
S-64A
Sei elicotteri per prove e valutazioni da parte dell'US Army.
S-64E
Versione civile del CH-54A, 7 costruiti.

### Erickson Air-Crane
S-64E
Versione migliorata e con certificazione civile dei CH-54A, più un nuovo elicottero costruito.
S-64F
Versione migliorata e con certificazione civile dei CH-54B. Utilizza due motori Pratt & Whitney JFTD12-5A.
S-64F+
Versione dotata di impianto propulsivo aggiornato, con miglioramento del consumo grazie al controllo elettronico digitale (FADEC), rotore principale con pale in materiale composito, nuova strumentazione e comandi di volo e incremento delle prestazioni dell'impianto antincendio.

## Utilizzatori
Stati Uniti
- Erickson Air-Crane
- Evergreen Helicopters, Inc.

1 S-64E
- Helicopter Transport Services, LLC – CH-54A, CH-54B
- Siller Bros. Inc. Yuba City (California)

2 S-64E
 Canada
- Canadian Air-Crane, Columbia Britannica

1 S-64E e 1 S-64F
 Italia
- Corpo nazionale dei vigili del fuoco

4 S-64F, precedentemente in servizio nel Corpo forestale dello Stato. Ulteriori 2 S-64F ordinati a gennaio 2020, con consegna del primo esemplare nel 2020 e il secondo nel 2021. Il primo dei due nuovi S-64F è stato consegnato a maggio 2020. Il secondo è stato consegnato a maggio 2021.
 Corea del Sud
- Korea Forest Service

4 S-64E e 2 S-64F in servizio, più un ulteriore S-64F ordinato a inizio 2020 che sarà consegnato nel corso dello stesso anno.

### Operatori precedenti
Stati Uniti
- Columbia Helicopters[14]

## Incidenti
- N-18428 - CH-54A “Skycrane”, l'incidente si è verificato il 18 luglio 2001 alle ore 17.55 UTC in località Longhino, nei pressi del comune di Orotelli (NU) ed ha interessato un elicottero CH-54A, operato dalla società americana Heavy Lift Helicopters Inc, in wet lease (macchina ed equipaggio), per conto della Elimediterranea s.r.l., nell’ambito della campagna antincendio boschivo organizzata dal Dipartimento della protezione civile della Presidenza del Consiglio dei ministri.

L’elicottero ha riportato danni ingenti, non riparabili, a carico della cabina di pilotaggio, del rotore principale e del rotore di coda.
Illesi i due piloti statunitensi.
- "Aurora" – dal nome dell'Aurora State Airport, base della Columbia Helicopters, precedente proprietaria dell'elicottero.[14] Radiato dal servizio il 26 agosto 2004 a causa, pare, di un cedimento durante un volo.[15]
- "Gypsy Lady" – precipitato nella Rose Valley in California fine del 2006.[16][17] Riparato e rimesso in servizio.
- "Cavallo Pazzo" – S-64F; proprietà della CFS si distrugge sul piazzale dell'aeroporto internazionale di Fiumicino - Italia appena dopo il decollo. Martiy Ericsson, 49 anni, rimane ucciso nell'impatto, gli altri 2 piloti escono lievemente feriti - 7 luglio 2005.
- "Shirley Jean" – S-64F; proprietà della European Air-Crane e immatricolato nel 2006 come I-SEAD; incidentato in Italia il 26 aprile 2007.[18] L'elicottero è andato distrutto nell'incendio conseguente all'impatto, e l'equipaggio composto da 2 piloti ne è uscito illeso.[19]
- "N163AC" - S64F; utilizzato dalla Protezione civile e precipitato per errore umano nel lago di Avigliana (TO) il 1º giugno 2008 fortunatamente senza deceduti.[20]
- "Geronimo" (marche I-CFAG) - S64F; gestito dal Corpo nazionale dei vigili del fuoco, incidentato il 22 luglio 2024 in fase di atterraggio all'aeroporto di Reggio Calabria al rientro da una missione antincendio.[21] A bordo erano presenti due piloti, uno rimasto leggermente ferito e l'altro illeso.